# استان یرمان بوش
استان یرمان بوش (انگلیسی: Germán Busch Province) یکی از استان‌های بولیوی در بولیوی است که در شهرستان سانتا کروز (بولیوی) واقع شده‌است.